# Hellevoetsluis
Hellevoetsluis () (parfois Helvoet) est un ancien port militaire des Pays-Bas, sur l'île de Voorne-Putten, en Hollande-Méridionale. La commune compte 39 714 habitants (1er juillet 2006) et a une superficie 46,11 de km² (dont 14,22 km2 d'eau).

## Géographie
Hellevoetsluis se trouve sur la rive nord du Haringvliet, à environ 25 kilomètres au sud-ouest du centre-ville de Rotterdam.

## Histoire

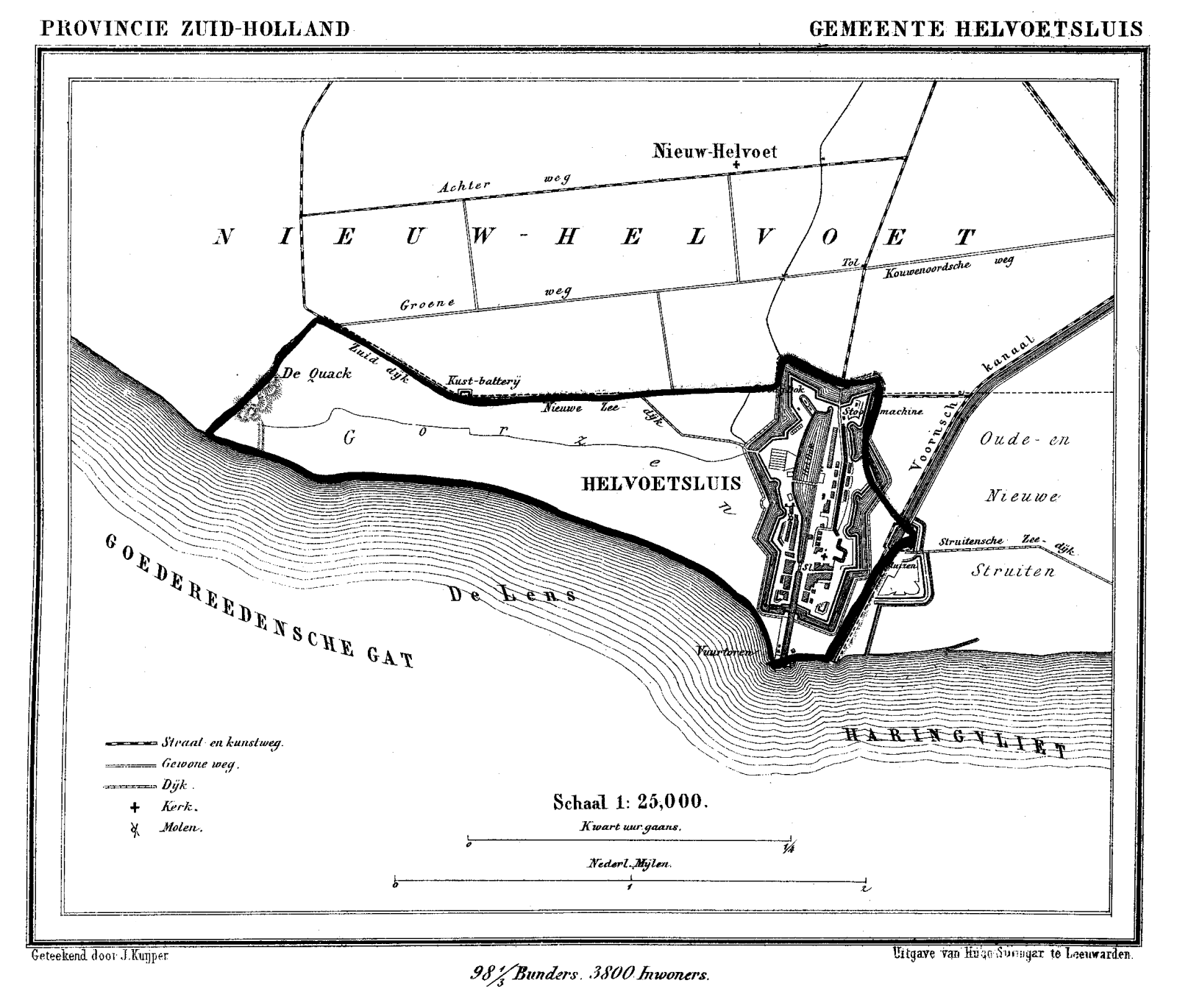
Plan de Hellevoetsluis en 1866

Situé à l'embouchure de la Meuse et du Rhin, le petit port de Hellevoetsluis est choisi au XVIIe siècle pour abriter la flotte de l'amirauté de la Meuse. Les amiraux Piet Heyn, Maarten Tromp et Michiel de Ruyter en ont fait leur base. Le port est fortifié une première fois en 1665 et un peu d'activité commerciale se développe en parallèle à l'activité militaire. Des raz-de-marée détruisent une partie des fortifications en 1673 et des réparations provisoires sont faites en 1677. Lors de la Glorieuse Révolution, en 1688, la flotte d'invasion de Guillaume III d'Orange part de Helvoet. En 1696, on invite le français de Puy de l'Espinasse pour construire des nouvelles fortifications à la française, terminées en 1705. Ces fortifications existent toujours dans leur état originel. La première cale sèche des Pays-Bas y a été installée en 1806 par Jan Blanken.
Le canal de Voorne (Kanaal door Voorne) est percé en 1830 et permet de relier le Haringvliet à Rotterdam via la Brielse Maas. Hellevoetsluis décline cependant à partir du début du XXe siècle. Les navires deviennent trop gros pour emprunter le canal de Voorne et on creuse le Nieuwe Waterweg qui permet le passage des gros navires ; dans les années 1930, la flotte de guerre s'installe entièrement au Helder et que les chantiers navals ferment.
La Seconde Guerre mondiale n'épargne pas la ville qui est en grande partie détruite. Hellevoetsluis connaît une nouvelle jeunesse après-guerre et voit nombre d'habitants de Rotterdam s'y installer.

## Tourisme

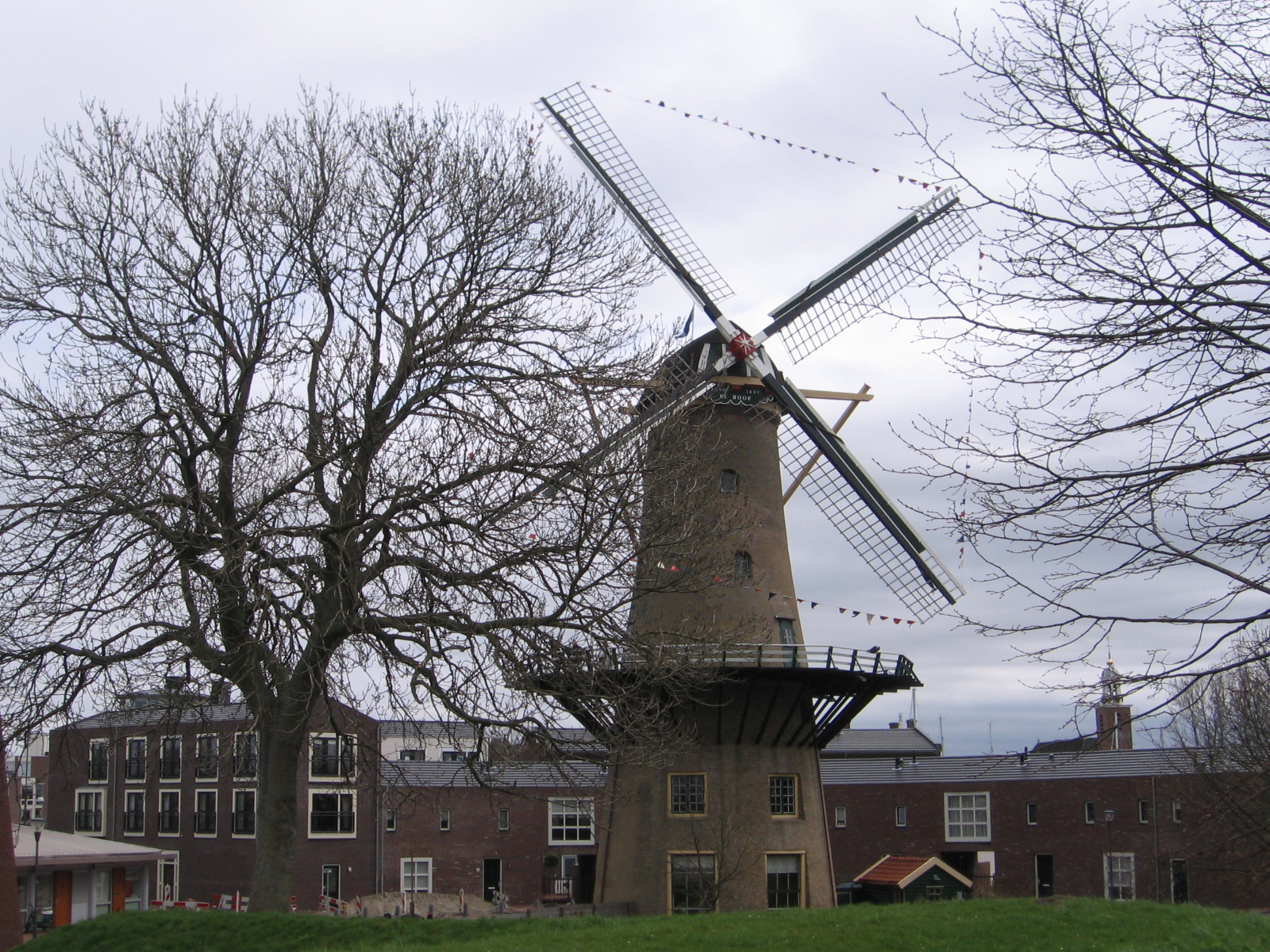
Le moulin De Hoop, à Hellevoetsluis.

Hellevoetsluis est l'un des plus grands ports de plaisance des Pays-Bas. 2 000 anneaux sont répartis dans cinq bassins. La fermeture du Haringvliet a permis l'organisation de compétitions nautiques nationales et internationales.
Hellevoetsluis est membre de la Nederlandse Vereniging van Vestingsteden, l'association néerlandaise des villes fortifiées. Tous les étés, les Jours Forteresses, un rassemblement autour du thème des forteresses, sont organisés et accueillent jusqu'à 200 000 personnes.
Il existe plusieurs centres d'intérêt à visiter :
- la forteresse ;
- le musée de la cale sèche et de Jan Blanken (Museum Droogdock) ;
- le moulin De Hoop ;
- le musée national des pompiers (Nationaal Brandweermuseum) ;
- le bateau-feu Noord-Hinden ;

## Localités
En plus de la ville de Hellevoetsluis, la commune de Hellevoetsluis contient également les villages et anciennes communes de Nieuwenhoorn et Nieuw-Helvoet.